# The Carol Burnett Show

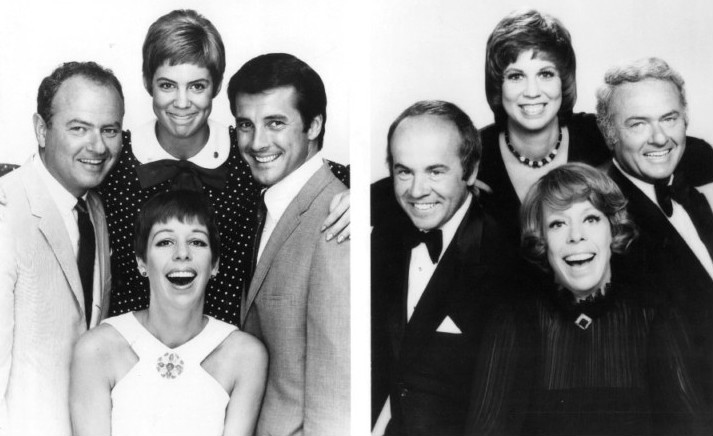
Cast principale del The Carol Burnett Show. 1967: Carol Burnett, Harvey Korman, Vicki Lawrence, Lyle Wagoner. 1977: Tim Conway, Vicki Lawrence, Harvey Korman, e Carol Burnett.

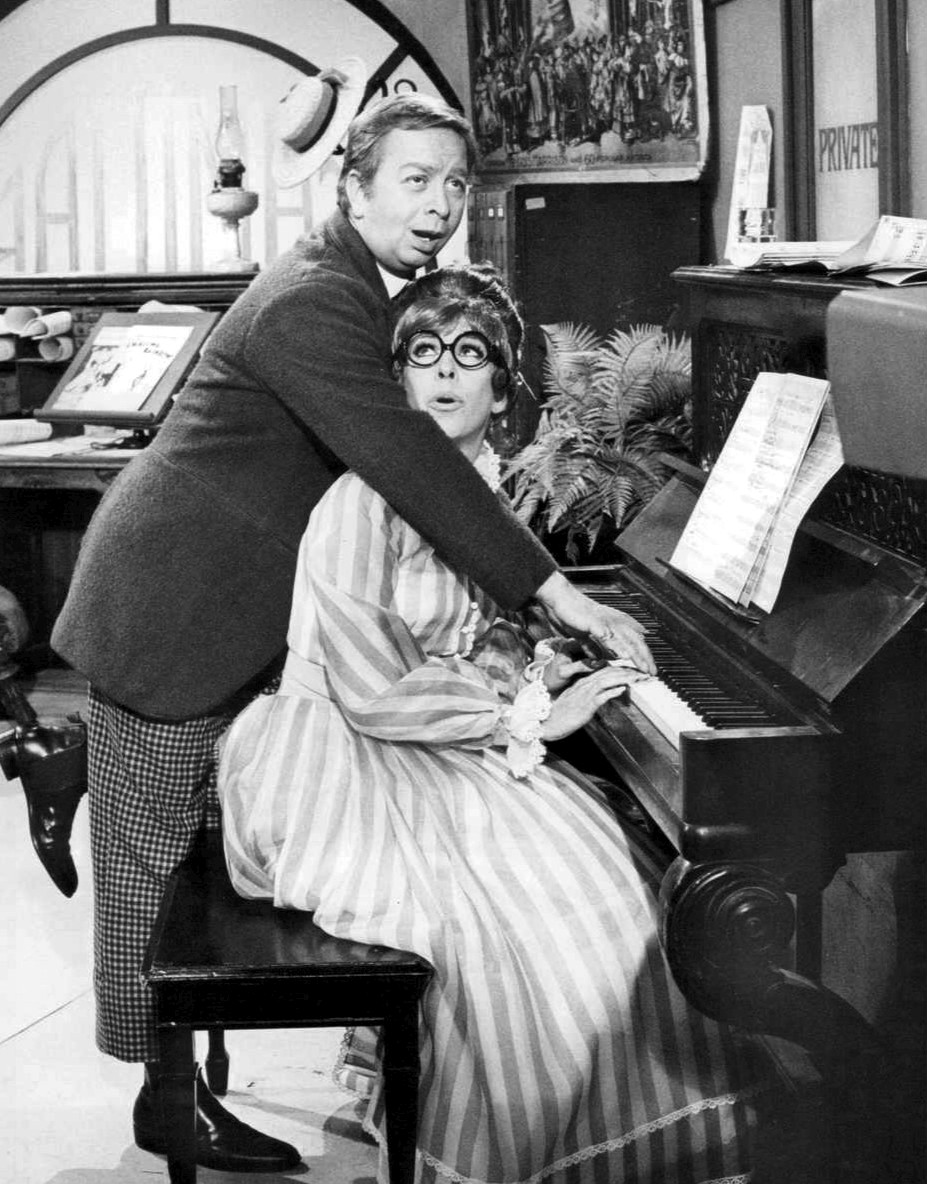
Carol Burnett e Mel Tormé in uno degli sketch.

The Carol Burnett Show è un programma televisivo statunitense in 278 puntate trasmesse per la prima volta nel corso di 11 stagioni dal 1967 al 1978.
Ogni puntata è composta da diversi sketch comici in serie interpretati da Carol Burnett e da molti altri attori, più o meno noti. Ogni puntata vede la presentazione iniziale di Carol Burnett che per 3 o 4 minuti dà la parola al pubblico scegliendo a caso qualcuno degli spettatori che possono porgerle una domanda. Le serie di sketch sono spesso parodie di film famosi come As the Stomach Turns, parodia di As the World Turns, e Went with the Wind, parodia di Via col vento (con una scena in cui la Burnett, nel ruolo di Rossella O'Hara, veste un abito fatto di tende per finestra, completo di asta). Altre serie di sketch sono Carol & Sis, Mr. Tudball and Mrs. Wiggins, The Family (che avrebbe prodotto lo spin-off La mamma è sempre la mamma), Nora Desmond (parodia del personaggio di Norma Desmond) e Stella Toddler. Altri brevi skech sono parodie di spot televisivi.
Il programma ha vinto 8 Golden Globe e vari Emmy Award, si è classificato al 16º posto nella lista dei migliori 50 spettacoli televisivi di tutti i tempi di TV Guide e nel 2007 è stato indicato come uno "100 migliori spettacoli televisivi di tutti i tempi" dalla rivista Time.

## Produzione
La serie fu prodotta da Columbia Broadcasting System e girata nello studio CBS Television City a Fairfax, Los Angeles in California. Le musiche furono composte da Stan Freeman e Arthur Malvin.

### Registi
Tra i registi sono accreditati:
- Dave Powers in 245 episodi (1968-1978)
- Clark Jones in 30 episodi (1967-1968)

### Sceneggiatori
Tra gli sceneggiatori sono accreditati:
- Roger Beatty in 193 episodi (1970-1978)
- Gail Parent in 134 episodi (1967-1978)
- Arnie Rosen in 134 episodi (1967-1978)
- Don Hinkley in 133 episodi (1967-1972)
- Dick Clair in 120 episodi (1973-1978)
- Jenna McMahon in 120 episodi (1973-1978)
- Gene Perret in 120 episodi (1973-1978)
- Bill Richmond in 120 episodi (1973-1978)
- Ed Simmons in 120 episodi (1973-1978)
- Bill Angelos in 110 episodi (1967-1978)
- Buz Kohan in 110 episodi (1967-1978)
- Kenny Solms in 109 episodi (1967-1971)
- Stan Burns in 100 episodi (1967-1978)
- Mike Marmer in 100 episodi (1967-1978)
- Larry Siegel in 97 episodi (1970-1978)
- Arnie Kogen in 90 episodi (1972-1976)
- Stan Hart in 73 episodi (1970-1973)
- Heywood Kling in 73 episodi (1970-1973)
- Gary Belkin in 73 episodi (1973-1978)
- Rudy De Luca in 72 episodi (1973-1976)
- Barry Levinson in 72 episodi (1973-1976)
- Rick Hawkins in 48 episodi (1976-1978)
- Liz Sage in 48 episodi (1976-1978)
- Tim Conway in 31 episodi (1977-1978)
- Saul Turteltaub in 30 episodi (1967-1968)

## Distribuzione
La serie fu trasmessa negli Stati Uniti dall'11 settembre 1967 al 30 agosto 1978 sulla rete televisiva CBS. È stata distribuita anche in Spagna con il titolo La hora de Carol Burnett.

## Puntate
| Stagione            | Puntate | Prima TV USA |
| ------------------- | ------- | ------------ |
| Prima stagione      | 30      | 1967-1968    |
| Seconda stagione    | 27      | 1968-1969    |
| Terza stagione      | 27      | 1969-1970    |
| Quarta stagione     | 26      | 1970-1971    |
| Quinta stagione     | 24      | 1971-1972    |
| Sesta stagione      | 24      | 1972-1973    |
| Settima stagione    | 25      | 1973-1974    |
| Ottava stagione     | 24      | 1974-1975    |
| Nona stagione       | 23      | 1975-1976    |
| Decima stagione     | 24      | 1976-1977    |
| Undicesima stagione | 24      | 1977-1978    |